# Le Loup des mers (film, 1975)
Pour les articles homonymes, voir Le Loup des mers (homonymie).
Pour plus de détails, voir Fiche technique et Distribution.
Le Loup des mers (Il lupo dei mari) est un film italien réalisé par Giuseppe Vari et sorti en 1975. C'est l'adaptation du roman Le Loup des mers de Jack London publié en 1904,.

## Fiche technique
Sauf indication contraire, les informations mentionnées dans cette section peuvent être confirmées par la base de données cinématographiques IMDb,  présente dans la section « Liens externes ».
- Titre français : Le Loup des mers
- Titre original : Il lupo dei mari[3]
- Réalisateur : Giuseppe Vari (sous le nom de « Joseph Warren »)
- Scénario : Marcello Ciorciolini d'après Jack London
- Photographie : Sergio Rubini
- Montage : Alberto Moriani (it)
- Musique : Guido et Maurizio De Angelis
- Société de production : Cinetirrena National Cinematografica
- Pays de production :  Italie
- Langue originale : italien
- Format : Couleurs - 1,85:1 - Son mono - 35 mm
- Durée : 100 minutes[3]
- Genre : Aventures
- Dates de sortie :
  - Italie : 21 février 1975
  - France : 1985

## Distribution
- Chuck Connors : Wolf Larsen
- Barbara Bach : Maud Brewster
- Giuseppe Pambieri (sous le nom de « Joseph Palmer ») : Humphrey Van Weyden
- Luciano Pigozzi : Thomas Mugridge
- Ivan Rassimov : Death Larsen
- Rik Battaglia
- Pino Ferrara
- Lars Bloch
- Maurice Poli
- Nello Pazzafini
- Renato Baldini